# Stizus euchromus
Stizus euchromus  (лат.) — вид песочных ос из подсемейства Bembicinae (триба Stizini). Закавказье и Центральная Азия, Грузия, Иран, Узбекистан, Таджикистан, Туркменистан. Длина около 2 см (от 16 до 22 мм). Щитик среднеспинки жёлтый. Первые два тергита брюшка рыжего цвета (не жёлтые как у близких видов). Усики самок 12-члениковые (у самцов состоят из 13 сегментов). Внутренние края глаз субпараллельные (без выемки). Брюшко сидячее (первый стернит брюшка полностью находится под тергитом). В переднем крыле три кубитальные ячейки. Гнездятся в земле. Вид был впервые описан в 1892 году австрийским энтомологом Антоном Хандлиршом (Anton Handlirsch, 1865—1935)
.